# Luciana Carro
Luciana Carro est une actrice canadienne né le 23 mars 1981 à Toronto.

## Filmographie

### Cinéma
- 2004 : Passageway : Gianna
- 2004 : FBI : Fausses blondes infiltrées : une serveuse
- 2005 : Two for the Money : Gail
- 2006 : Docteur Dolittle 3 : Brooklyn Webster
- 2007 : Les Rois du patin : Sam
- 2010 : Urgency : Sofia
- 2011 : Traveling at the Speed of Life : Jody
- 2014: supernatural
- 2015 : Six Gun Savior : Josie Parks

### Télévision
- 2002 : Point Blank : Maria (1 épisode)
- 2002-2004 : The Chris Isaak Show : Tanya (7 épisodes)
- 2003 : Coroner Da Vinci : Carmen (2 épisodes)
- 2003 : Peacemakers : Elena (1 épisode)
- 2003 : Mob Princess : la femme qui fait du vélo
- 2003-2005 : Smallville : Karen et une serveuse (2 épisodes)
- 2004 : Qui veut m'épouser ? : une surfeuse
- 2004 : Still Life : Rosa (2 épisodes)
- 2004 : The Collector : Tipsy (1 épisode)
- 2004-2005 : The L Word : Lisa (3 épisodes)
- 2004-2006 : Battlestar Galactica : Louanne Katraine (18 épisodes)
- 2005 : Meurtre au Présidio : Diana Phillips
- 2005 : Young Blades : Juanita
- 2006 : Killer Instinct : Eljay (1 épisode)
- 2006 : Everwood : Stephanie Meyer (4 épisodes)
- 2007 : Hidden Palms : Enfer au paradis : Kaylie (1 épisode)
- 2007 : Boule de neige : Gina Moreno
- 2009 : Phantom Racer : Députée Monroe
- 2011 : Trois jours avant Noël : Rosita Alvarado
- 2011 : The Icarus Project : Carmen Maldonado (3 épisodes)
- 2012-2013 : Falling Skies : Crazy Lee (9 épisodes)
- 2013 : Hatfields and McCoys : Treena McCoy
- 2013 : NCIS : Los Angeles : Gloria Seggara (1 épisode)
- 2014-2015 : Helix : Anana (8 épisodes)